# 基奈峽灣國家公園
基奈峽灣國家公園（英語：Kenai Fjords National Park）是位於美國阿拉斯加州中南部基奈半島的一個國家公園，成立於1980年，面積669,984英畝（1,046.85平方英里；2,711.33平方）。除了獨特的冰河地形峽灣之外，美國最大的冰原之一哈丁冰原也位於基奈峽灣國家公園之內。國家公園內也保有豐富的水陸野生動植物資源。常見的動物有黑熊、座頭鯨、殺人鯨、海趵、海鸚等等。2012年，有281,279名遊客參觀基奈峽灣國家公園。

## 外部連結
- Kenai Fjords National Park （页面存档备份，存于） National Park Service site